# Francisco Michelena
Francisco Michelena, né le 12 décembre 1924 à Oiartzun et mort le 24 février 1989 à Barcelone,, est un coureur cycliste espagnol.

## Biographie
Francisco Michelena participe à des compétitions cyclistes durant les années 1940 et 1950. Ancien professionnel, il a obtenu une dizaine de victoires dans des courses basques. Il est également devenu vice-champion d'Espagne de cyclo-cross à deux reprises.

## Palmarès
- 1943
  - Subida a Arantzazu
- 1946
  - 2e du championnat d'Espagne de cyclo-cross
- 1947
  - Vuelta al Baztan[3]
  - 2e de la Subida a Arantzazu
  - 2e du Tour d'Alava
  - 3e du Mémorial Etxaniz[3]
- 1948
  - Champion du Guipuscoa sur route[3]
  - Pentecostes Proba
  - 2e de la Prueba Villafranca de Ordizia
  - 2e du championnat du Guipuscoa de cyclo-cross
  - 3e du Grand Prix de Biscaye
  - 3e du Circuit de Getxo
  - 3e de la Prueba Legazpia
  - 3e de la Vuelta al Valle de Léniz
- 1949
  - Champion du Guipuscoa sur route[3]
  - Vuelta al Valle de Léniz[3]
  - 2e de la Subida a Arantzazu
- 1950
  - Prueba Loinaz
  - 2e du championnat d'Espagne de cyclo-cross
  - 3e du Gran Premio Virgen Blanca
- 1951
  - 2e du championnat d'Espagne de cyclo-cross
  - 3e de la Prueba Legazpia
- 1952
  - 3e de la Pentecostes Proba[3]
- 1953
  - 2e de la Vuelta al Baztan[3]

## Résultats sur les grands tours

### Tour d'Espagne
1 participation
- 1950 : abandon (4eb étape)